# Ardez
Ardez (toponimo romancio; in tedesco Steinsberg, desueto, in italiano Ardezzo, desueto) è una frazione di 425 abitanti del comune svizzero di Scuol, nella regione Engiadina Bassa/Val Müstair (Canton Grigioni).

## Geografia fisica
Ardez è situato in Bassa Engadina, sul lato sinistro del fiume Inn. Dista 38 km da Davos, 50 km da Sankt Moritz, 68 km da Landeck e 95 km da Coira. Il punto più elevato del territorio è la cima del Piz Plavna Dadaint (3 167 m s.l.m.), sul confine con Tarasp. La regione gode d'un buon soleggiamento con un numero moderato di precipitazioni annue.

## Storia

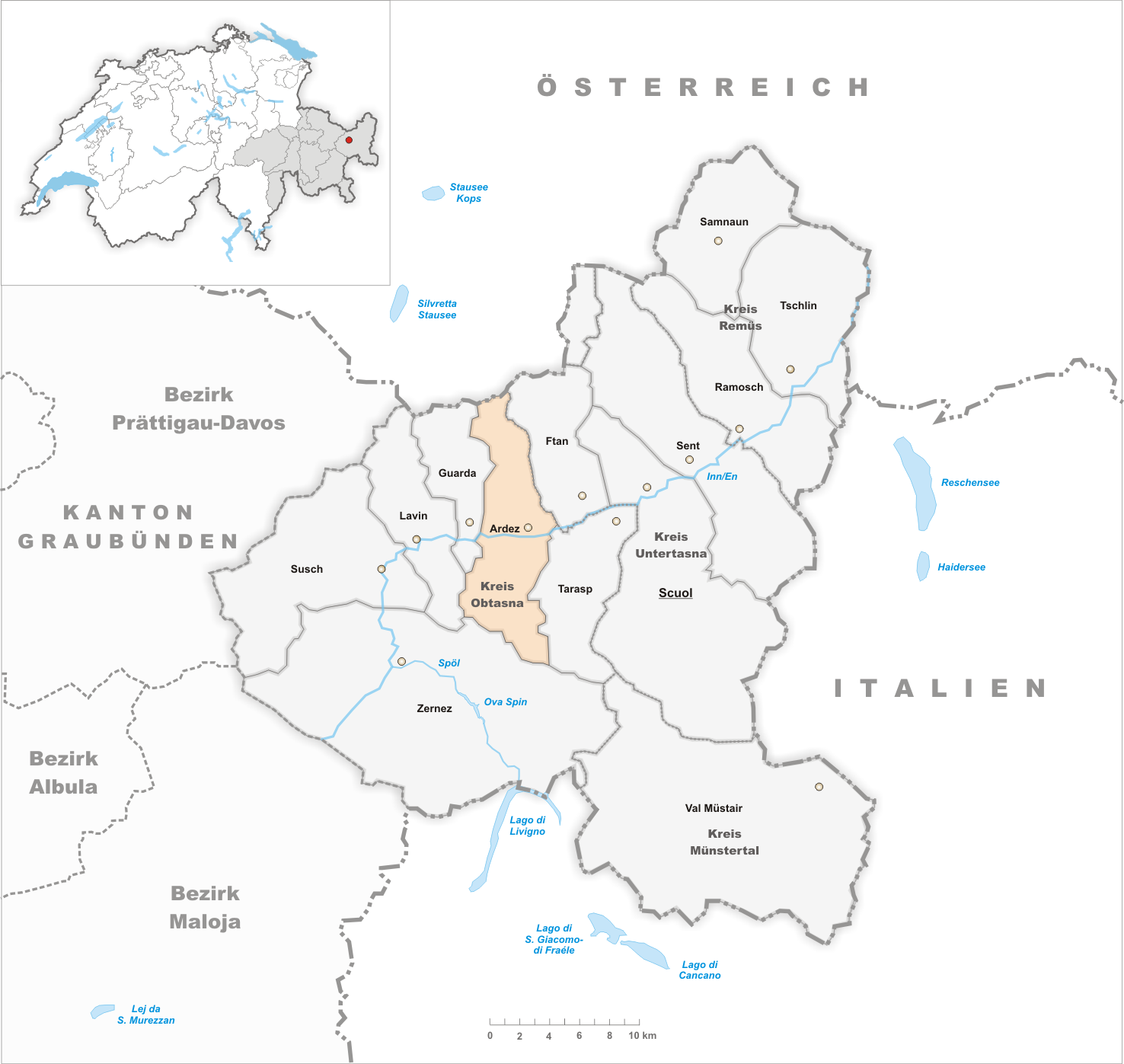
Il territorio del comune di Ardez prima degli accorpamenti comunali del 2015

Fino al 31 dicembre 2014 è stato un comune autonomo che si estendeva per 61,39 km² e che comprendeva anche le frazioni di Bos-Cha e Sur En; il 1º gennaio 2015 è stato incorporato al comune di Scuol assieme agli altri comuni soppressi di Ftan, Guarda, Sent e Tarasp.

## Monumenti e luoghi d'interesse

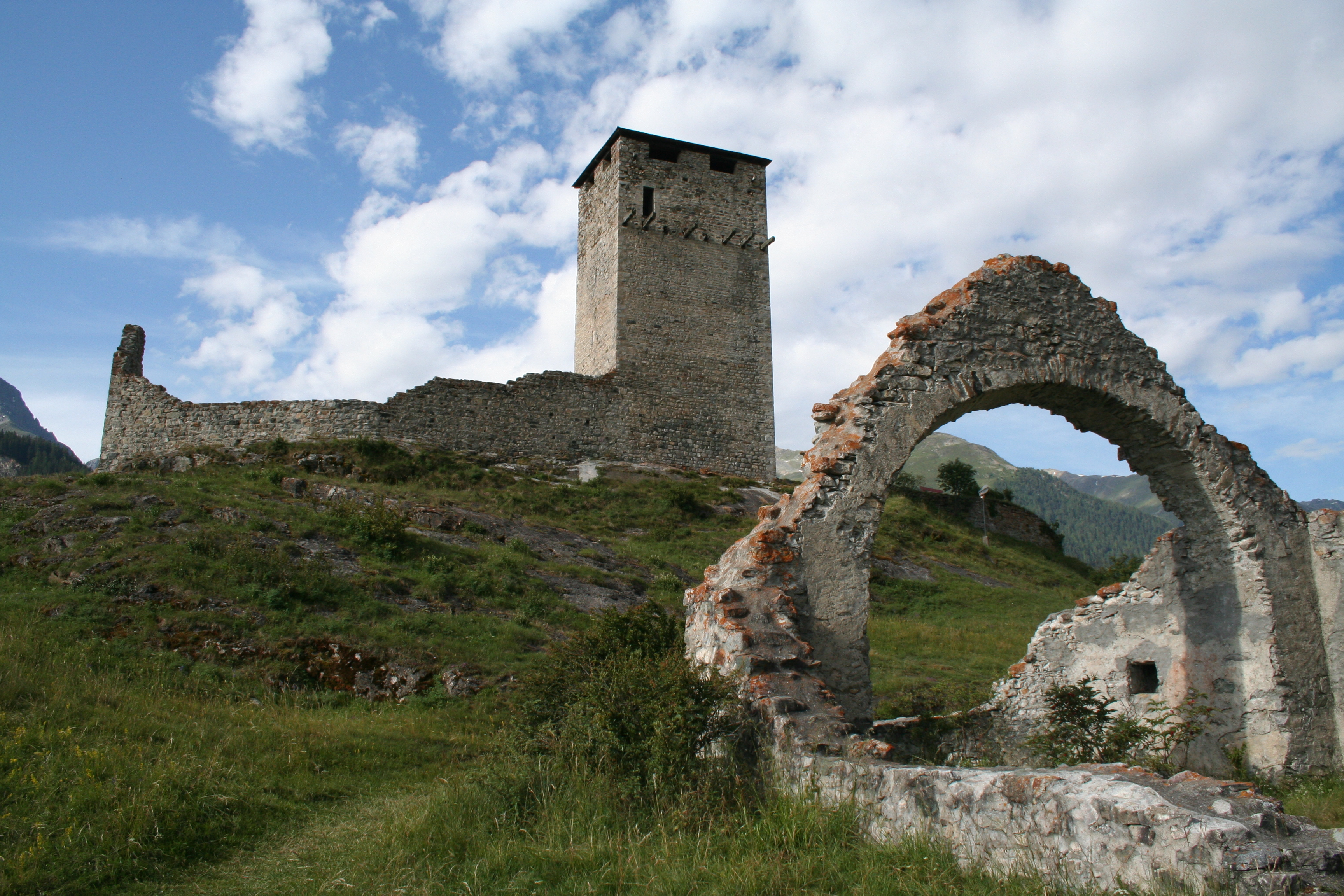
Le rovine della fortezza di Steinsberg

- Chiesa riformata, ricostruita nel 1576-1577[1];
- Rovine della fortezza di Steinsberg, già chiesa fortificata di San Lucio, attestata dal XII secolo[1].

## Società

### Evoluzione demografica
L'evoluzione demografica è riportata nella seguente tabella:
Abitanti censiti

### Lingue e dialetti
La lingua prevalente è il romancio, parlato nel 2000 dal 74% della popolazione.

## Infrastrutture e trasporti

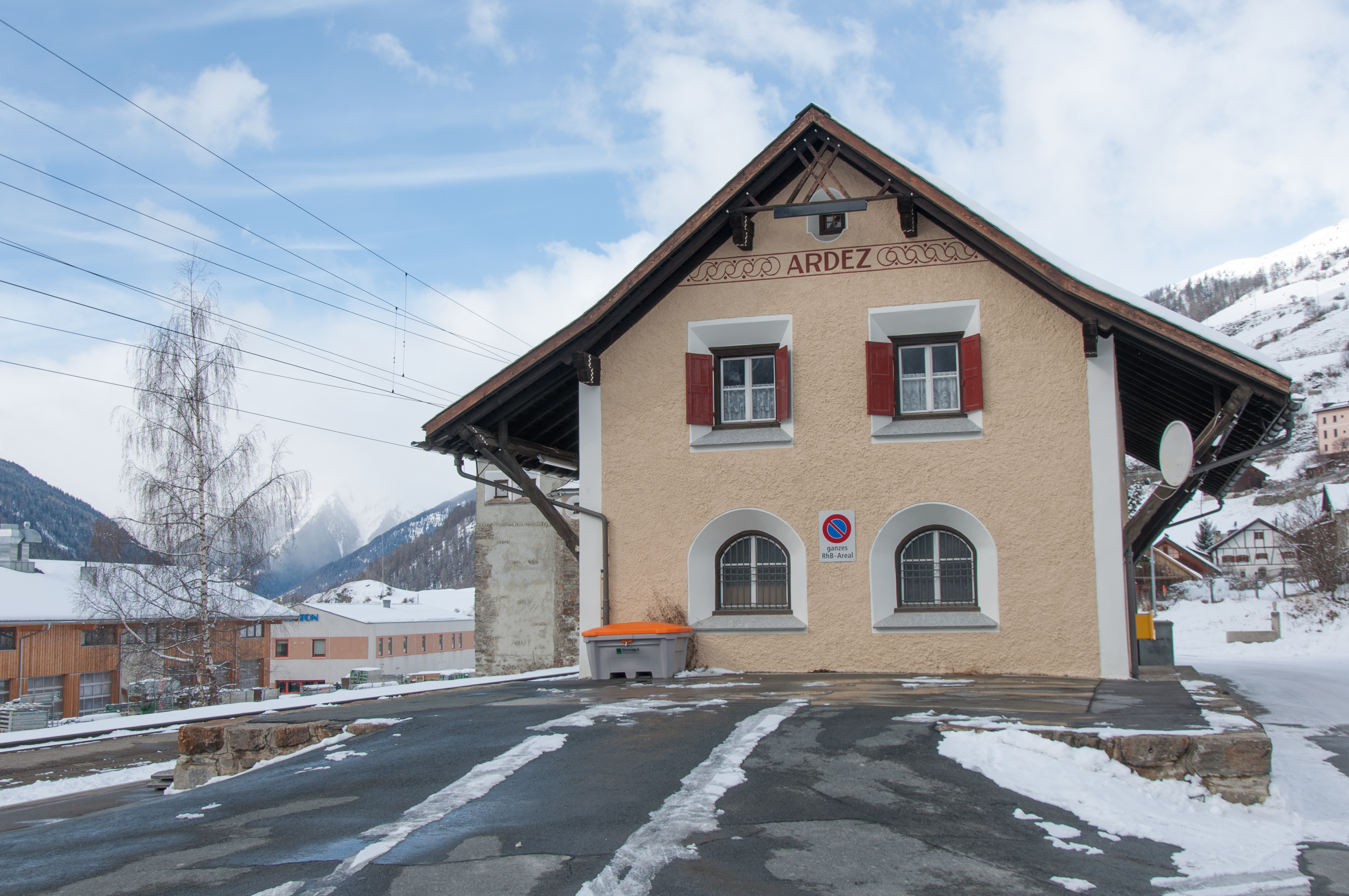
La stazione di Ardez

È servito dalla stazione ferroviaria omonima della Ferrovia Retica, sulla linea Pontresina-Scuol.

## Amministrazione

### Gemellaggi
- Ardesio[senza fonte]